# Município de Salt Rock
O município de Salt Rock (em inglês: Salt Rock Township) é um município localizado no condado de Marion no estado estadounidense de Ohio. No ano de 2010 tinha uma população de 673 habitantes e uma densidade populacional de 10,6 pessoas por km².

## Geografia
O município de Salt Rock encontra-se localizado nas coordenadas 40° 40′ 23″ N, 83° 14′ 48″ O. Segundo o Departamento do Censo dos Estados Unidos, o município tem uma superfície total de 63.49 km², da qual 63,49 km² correspondem a terra firme e (0 %) 0 km² é água.

## Demografia
Segundo o censo de 2010, tinha 673 pessoas residindo no município de Salt Rock. A densidade populacional era de 10,6 hab./km². Dos 673 habitantes, o município de Salt Rock estava composto pelo 97,47 % brancos, o 0,45 % eram afroamericanos, o 0,45 % eram amerindios, o 0,59 % eram asiáticos, o 0,3 % eram de outras raças e o 0,74 % eram de uma mistura de raças. Do total da população o 2,38 % eram hispanos ou latinos de qualquer raça.